# ادگار ینوکیان
ادگار ینوکیان (ارمنی: Էդգար Ենոքյանըborn؛ زادهٔ ۲۰ ژوئیهٔ ۱۹۸۶) یک کشتی‌گیر اهل ارمنستان است که در مسابقات قهرمانی کشتی اروپا ۲۰۰۹ در ویلنیوس در وزن ۹۶ کیلوگرم موفق به کسب مدال برنز شد.

## سایر افتخارات
- تورنمنت استپان سارگسیان (۲۰۱۴)
- تورنمنت کشتی ساساری (۲۰۱۴)
- تورنمنت استپان سارگسیان (۲۰۱۳)
- یونیورسیداد تابستانی (۲۰۱۳)
- تورنمنت استپان سارگسیان (۲۰۱۲)
- جام اتاوا (۲۰۱۰)